# Jacques Maghoma
Jacques Ilonda Maghoma (ur. 23 października 1987 w Lubumbashi) –  kongijski piłkarz, który występował na pozycji pomocnika. W latach 2010-2019 reprezentant Demokratycznej Republiki Konga. Uczestnik Pucharu Narodów Afryki 2017 i 2019.